# Порт Блеър
Порт Блеър (на английски: Port Blair) е столицата на Андамански и Никобарски острови, съюзна територия на Индия в Индийския океан. Градът, също така, е местното административно подразделение (техсил) на островите, център на окръг Южен Андаман. В града са управленията на полицията и военните на съюзната територия.
Градът служи като входна точка към Андаманските и Никобарските острови. Порт Блеър е свързан с континентална Индия по вода и въздух. Дом е на няколко музея и голяма военноморска база на ВМС на Индия, както и морски и въздушни бази на Индийската брегова охрана и ВВС на Индия. Градът е известен и със своят исторически Клетъчен затвор, останал от времето на британските колониалисти.
Към октомври 2017 г. все още не е възможно пряко да се лети до Порт Блеър от извън Индия.
Порт Блеър е избран за един от градовете, които да бъдат развивани като умни градове.

## История
През 1789 г. правителството на Бенгал основава наказателна колония на остров Чатам в югоизточния залив на остров Голям Андаман. Тя е наречена Порт Блеър в чест на Арчибалд Блеър, мореплавател от Британската източноиндийска компания. След две години, колонията е преместена в североизточната част на Голям Андаман и преименувана на Порт Корнуолис, но избухват болести и смърт в колонията и правителството я затваря през май 1796 г.
През 1824 г. Порт Корнуолис е сборен пункт за флота, превозващ армии към фронта на Първата англо-бирманска война. През 1830-те и 1840-те години, корабокруширали екипажи, които се озовават на Андаманските острови, често биват нападани и убивани от местните и островите добиват канибалска репутация. През 1855 г. правителството предлага създаването на ново селище със затвор на островите, но Сипайският метеж забавя построяването му. Въпреки това, въстанието създава много затворници, които правят новото селище и затвор спешно нужни. Строежът започва през ноември 1857 г. в реновирания Порт Блеър. Първоначалната колония се намира на остров Вайпър. Осъдените, основно политически затворници, излежават доживотен затвор и тежък труд под жестоки и унизителни условия. Много са обесени, докато други умират от болести или глад.
Докато Индийското движение за независимост набира сила към края на 19 век, голям клетъчен затвор е изграден между 1896 и 1906 г., където да се затварят политически затворници.
Андаманските и Никобарските острови са окупирани от Япония през Втората световна война. Според някои доклади, японците екзекутират 750 души преди да напуснат островите. След войната островите за кратко са върнати на Великобритания, преди да станат част от независима Индия. По същото време наказателната колония е затворена.
Макар че е засегнат от земетресението и цунамито в Индийския океан от 2004 г., Порт Блеър оцелява достатъчно, за да бъде убежище за островите.

## Население
Според преброяването на населението от 2011 г., градът има население от 100 186 души. Мъжете представляват 52,92% от населението, а жените – 47,07%. Порт Блеър има ниво на грамотност от 89,76%, което е по-високо от средното за страната (74,04%). Най-разпространената религия е индуизма, следвана от християнството. Най-говореният език е бенгалски, следван от хинди, телугу и тамилски.

## Климат
Порт Блеър има тропичен мусонен климат, с малки разлики в средната температура и голямо количество валежи през годината.
| Климатични данни за Порт Блеър                  | Климатични данни за Порт Блеър | Климатични данни за Порт Блеър | Климатични данни за Порт Блеър | Климатични данни за Порт Блеър | Климатични данни за Порт Блеър | Климатични данни за Порт Блеър | Климатични данни за Порт Блеър | Климатични данни за Порт Блеър | Климатични данни за Порт Блеър | Климатични данни за Порт Блеър | Климатични данни за Порт Блеър | Климатични данни за Порт Блеър | Климатични данни за Порт Блеър |
| Месеци                                          | яну.                           | фев.                           | март                           | апр.                           | май                            | юни                            | юли                            | авг.                           | сеп.                           | окт.                           | ное.                           | дек.                           | Годишно                        |
| Абсолютни максимални температури (°C)           | 32,7                           | 34,6                           | 35,4                           | 36,1                           | 26,4                           | 35,6                           | 32,8                           | 32,5                           | 35,4                           | 35,6                           | 34,0                           | 35,4                           | 36,4                           |
| Средни максимални температури (°C)              | 29,2                           | 30,1                           | 31,1                           | 32,2                           | 31,0                           | 29,5                           | 29,2                           | 29,1                           | 29,2                           | 29,6                           | 29,4                           | 29,1                           | 29,9                           |
| Средни температури (°C)                         | 25,2                           | 25,6                           | 26,5                           | 27,9                           | 27,2                           | 26,3                           | 26,1                           | 26,0                           | 25,8                           | 25,9                           | 25,9                           | 25,7                           | 26,2                           |
| Средни минимални температури (°C)               | 21,3                           | 21,0                           | 21,8                           | 23,4                           | 23,3                           | 23,1                           | 23,0                           | 22,9                           | 22,4                           | 22,2                           | 22,3                           | 22,3                           | 22,4                           |
| Абсолютни минимални температури (°C)            | 14,8                           | 15,9                           | 16,2                           | 17,3                           | 17,1                           | 14,6                           | 18,0                           | 17,4                           | 16,8                           | 17,8                           | 17,3                           | 16,2                           | 14,6                           |
| Средни месечни валежи (mm)                      | 36                             | 21                             | 9                              | 70                             | 346                            | 456                            | 400                            | 425                            | 403                            | 295                            | 254                            | 157                            | 2872                           |
| Средно количество слънчеви часове               | 267.3                          | 263.9                          | 263.6                          | 242.1                          | 154.0                          | 87.0                           | 110.6                          | 101.6                          | 124.6                          | 167.0                          | 174.9                          | 239.2                          | 2195                           |
| ----------------------------------------------- | ------------------------------ | ------------------------------ | ------------------------------ | ------------------------------ | ------------------------------ | ------------------------------ | ------------------------------ | ------------------------------ | ------------------------------ | ------------------------------ | ------------------------------ | ------------------------------ | ------------------------------ |
| Източник: NOAA, India Meteorological Department |                                |                                |                                |                                |                                |                                |                                |                                |                                |                                |                                |                                |                                |

## Икономика
В града са развити корабостроенето, риболова и дърводобива. Популярен е сред туристите, тъй като до града са разположени плажове с бял пясък, а в града се намира голям център по гмуркане, както и антропологичен, горски и морски музеи. Сградата на бившия затвор се използва като туристическа атракция.